# Vecteur d'onde
Pour les articles homonymes, voir onde (homonymie).
En physique, un vecteur d'onde (ou « vecteur de phase » notamment en électronique) est un vecteur utilisé pour décrire une onde , avec un module  et une direction. Le module du vecteur d'onde est le nombre d'onde soit l'inverse de la longueur d'onde. Cependant on utilise communément le vecteur d'onde angulaire dans la plupart des champs de la physique où le module est égal à {\displaystyle 2\pi } divisé par la longueur d'onde. La direction du vecteur d'onde est généralement la direction de propagation de l'onde (mais pas toujours, voir ci-dessous). Pour une onde monochromatique, ce vecteur est perpendiculaire au front d'onde.
Pour la lumière, et en relativité restreinte et générale, la fréquence est associée au vecteur d'onde, ce qui donne le quadrivecteur d'onde.

## Utilisation
Le vecteur d'onde est très utile pour généraliser l'équation d'une onde à la description d'une famille d'ondes. Si toutes les ondes d'une famille se propagent dans la même direction et possèdent la même longueur d'onde, elles peuvent toutes être décrites par le même vecteur d'onde. Le cas le plus courant d'une famille d'ondes respectant ces conditions est celle d'une onde plane, pour laquelle la famille d'ondes est également cohérente (toutes les ondes possèdent la même phase).

## Définitions

λ, la longueur d'onde d'une onde sinusoïdale, est la distance physique entre deux points de la courbe qui possèdent la même phase, par exemple deux pics, deux creux ou deux passages à zéro avec la même pente.

Il existe deux définitions du vecteur d'onde, dont la différence est un facteur {\displaystyle 2\pi } dans son module. L'une d'elles est préférée en physique et ses différents domaines, l'autre en cristallographie. Dans la suite de cet article, ces deux définitions seront appelées « définition physique » et « définition cristallographique ».

### Définition physique
Une onde progressive parfaite unidimensionnelle peut s'exprimer comme :
{\displaystyle \psi (x,t)=A\cos(kx-\omega t+\varphi )}
où :
- {\displaystyle x} est la position ;
- {\displaystyle t} est le temps ;
- {\displaystyle \psi } (une fonction de {\displaystyle x} et de {\displaystyle t}) est la perturbation décrivant l'onde (par exemple pour une vague, {\displaystyle \psi } représenterait la hauteur supplémentaire d'eau, ou pour une onde sonore, {\displaystyle \psi } serait la surpression de l'air) ;
- {\displaystyle A} est l'amplitude de l'onde (l'amplitude maximale de l'oscillation) ;
- {\displaystyle \varphi } est le déphasage de l'onde, décrivant la désynchronisation possible entre deux ondes ;
- {\displaystyle \omega } est la fréquence angulaire ou pulsation de l'onde, c'est-à-dire le nombre d'oscillations que l'onde complète par unité de temps ; elle est directement liée à la période {\displaystyle T} de l'onde par l'équation {\displaystyle \omega =2\pi /T} ;
- {\displaystyle k} est appelé vecteur d'onde et est directement liée à la longueur d'onde par l'équation {\displaystyle |k|=2\pi /\lambda }. C'est la fréquence angulaire spatiale de l'onde. Cette quantité indique la variation de la phase {\displaystyle k\,x-\omega \,t+\varphi } de l'onde quand la position {\displaystyle x} augmente d'une unité (d'où l'unité du vecteur d'onde, en radians par mètres).

Une telle onde progressive se déplace avec une vitesse (plus précisément, vitesse de phase) {\displaystyle \omega /k}.
Dans le cas d'une onde plane progressive tridimensionnelle, le vecteur d'onde est vraiment un vecteur, noté {\displaystyle {\vec {k}}}, et la variable d'espace est le vecteur position {\displaystyle {\vec {r}}} :
{\displaystyle \psi \left({\vec {r}},t\right)=A\cos \left({\vec {k}}\cdot {\vec {r}}-\omega t-\varphi \right)}
Le produit {\displaystyle k\,x} précédent était un cas particulier du produit scalaire {\displaystyle {\vec {k}}\cdot {\vec {r}}} pour {\displaystyle {\vec {k}}=k\,{\vec {e}}_{x}}.
Par convention, on continue à appeler "vecteur d'onde" la norme {\displaystyle k=\left\|{\vec {k}}\right\|=2\pi /\lambda } du vecteur d'onde {\displaystyle {\vec {k}}}. Le contexte est en général clair.
Certains nomment aussi {\displaystyle k=2\pi /\lambda } le nombre d'onde angulaire, puisque {\displaystyle 1/\lambda } est le nombre d'onde qui est la fréquence spatiale.

### Définition cristallographique
En cristallographie, cette même onde est décrite par une équation légèrement différente. Pour une onde unidimensionnelle :
{\displaystyle \psi (x,t)=A\cos(2\pi (kx-\nu t)+\varphi )}
et pour une onde tridimensionnelle :
{\displaystyle \psi \left({\mathbf {r} },t\right)=A\cos \left(2\pi ({\mathbf {k} }\cdot {\mathbf {r} }-\nu t)+\varphi \right)}
Les différences sont :
- {\displaystyle \nu }, la fréquence, utilisée à la place de la fréquence angulaire, {\displaystyle \omega }. Ces deux quantités sont liées par l'équation {\displaystyle 2\pi \nu =\omega }.
- Le nombre d'onde k et le vecteur d'onde k sont définis de façons différentes. Ici, {\displaystyle k=|{\mathbf {k} }|=1/\lambda }, alors que dans la définition physique, {\displaystyle k=|{\mathbf {k} }|=2\pi /\lambda }.

La direction de k est discutée ci-dessous.

## Direction du vecteur d'onde
La direction dans laquelle pointe un vecteur d'onde doit être différenciée de la direction de propagation de l'onde. Cette dernière est la direction du flux d'énergie de l'onde, et la direction dans laquelle un petit paquet d'onde va bouger, c'est-à-dire la direction de la vitesse de groupe. Pour les ondes électromagnétiques, c'est également la direction du vecteur de Poynting. La direction du vecteur d'onde correspond, elle, à celle de la vitesse de phase, c'est-à-dire qu'il pointe dans la direction normale à la surface d'égale phase de l'onde, c'est-à-dire le front d'onde.
Dans un milieu isotrope sans perte, tel que l'air, n'importe quel gaz, liquide et certains solides (comme le verre), ces deux directions sont identiques : le vecteur d'onde pointe alors exactement dans la même direction que celle de la propagation de l'onde. En revanche, dans un milieu avec pertes, le vecteur d'onde pointe en général dans une direction différente. La condition pour que les deux pointent dans la même direction est que l'onde soit homogène, ce qui n'est pas nécessairement le cas dans un milieu avec pertes. Dans une onde homogène, la surface d'égale phase de l'onde est aussi la surface d'égale amplitude. Pour les ondes inhomogènes, ces deux surfaces ont des orientations différentes, et le vecteur d'onde reste toujours perpendiculaire à la surface d'égale phase.
Quand une onde se propage dans un milieu anisotrope, par exemple quand une onde lumineuse passe dans un cristal non cubique ou qu'une onde sonore passe à travers une roche sédimentaire, le vecteur d'onde peut ne pas pointer dans la direction exacte de propagation de l'onde,.

## Onde plane électromagnétique
La valeur {\displaystyle \psi } peut aussi bien désigner la valeur complexe de la projection suivant un axe (x par exemple) d'un champ électrique
{\displaystyle {\vec {\mathbf {E} }}={\begin{bmatrix}E_{0}\cdot e^{i\phi _{E}}\cdot e^{i\left({\vec {k}}\cdot {\vec {r}}-\omega t\right)}\\0\\0\\\end{bmatrix}}}
Ou tout aussi bien la valeur complexe de la projection suivant un axe (y par exemple) d'un champ magnétique
{\displaystyle {\vec {\mathbf {B} }}={\begin{bmatrix}0\\B_{0}\cdot e^{i\phi _{B}}\cdot e^{i\left({\vec {k}}\cdot {\vec {r}}-\omega t\right)}\\0\\\end{bmatrix}}}
Dans le cas de l'approximation d'une onde plane ces deux vecteurs et le vecteur d'onde (placé dans ce cas suivant l'axe z) forment un trièdre orthogonal.
{\displaystyle {\vec {\mathbf {K} }}={\begin{bmatrix}0\\0\\k_{z}\\\end{bmatrix}}}
De nombreuses démonstrations faites avec les nombres complexes (et des exponentielles) s'avèrent non seulement plus élégantes mais aussi plus simples à comprendre. Le résultat doit cependant être transformé en nombre réel en respectant la convention de signe choisie : i ou -i.

## Quadrivecteur d'onde en relativité
Le quadrivecteur d'onde,, est le quadrivecteur qui réunit la pulsation et le vecteur d'onde,.
Avec {\displaystyle \mu =\left(0,1,2,3\right)=\left(ct,x,y,z\right)}, il est noté :
{\displaystyle k^{\mu }=\left({\frac {\omega }{c}},k_{x},k_{y},k_{z}\right)}.
En ce qui concerne les ondes électromagnétiques, on peut introduire un quadrivecteur d'onde {\displaystyle K_{4}=\left({\omega  \over c};k_{x};k_{y};k_{z}\right)} et un quadrivecteur position {\displaystyle \ R_{4}=(ct;x;y;z)} issus de l'espace de Minkowski, et en utilisant la forme bilinéaire de l'espace de Minkowski, on a :
{\displaystyle \psi \left(t,{\vec {\mathbf {r} }}\right)=A_{0}\cdot e^{i\phi }\cdot e^{iK_{4}\cdot R_{4}}}
avec c la vitesse de la lumière.
Le comportement des composantes du quadrivecteur d'onde sous une transformation de Lorentz permet de rendre compte de l'effet Doppler relativiste et de l'effet d'aberration.
Le quadrivecteur d'onde {\displaystyle k} est relié au quadrivecteur énergie-impulsion {\displaystyle p} par :
{\displaystyle p=\hbar k},
où {\displaystyle \hbar ={\frac {h}{2\pi }}} est la constante dite de Dirac.
L'égalité est utilisée afin d'exprimer, par cette seule équation quadrivectorielle, les relations respectivement proposées par Albert Einstein (1879-1955) et Louis de Broglie (1892-1987) pour la dualité onde-corpuscule des particules quantiques, à savoir : {\displaystyle E=\hbar \omega } et {\displaystyle {\vec {p}}=\hbar {\vec {k}}}. Pour une onde se propageant à la vitesse {\displaystyle c}, ce qui correspond à une particule de masse nulle, la quadrivecteur d'onde est de genre lumière, sa norme étant nulle.